# Osmia tarsata
Osmia tarsata är en biart som beskrevs av Léon Abel Provancher 1888. Osmia tarsata ingår i släktet murarbin, och familjen buksamlarbin. Inga underarter finns listade i Catalogue of Life.